# Christopher Bobber Møller
Christopher Bobber Møller (født 4. april 2003) er en dansk fodboldspiller, der spiller for Odense Boldklub U19